# Standard Luik in het seizoen 2006/07
Voor aanvang van het seizoen 2006/07 werd de Nederlander Johan Boskamp benoemd als hoofdcoach van Standard Luik. De gewezen trainer van rivaal RSC Anderlecht was gezien zijn gebrekkige kennis van het Frans een opvallende keuze. Boskamps voorganger Dominique D'Onofrio werd sportief directeur.
Boskamp kreeg bovendien de moeilijke taak om verschillende nieuwe spelers in te passen. Standard nam afscheid van Vedran Runje, Philippe Léonard, Jonathan Walasiak, Cédric Roussel, Wamberto en Meme Tchité. In ruil kreeg de Nederlandse coach van sterke man Luciano D'Onofrio twee Porto-huurlingen en gewezen Portugees international Ricardo Sá Pinto. De Servische aanvaller Milan Jovanović werd dan weer via clubdokter Nebojša Popović naar Sclessin geloodst. Ook de 18-jarige middenvelder Steven Defour, die zich op de wet van '78 had beroepen om KRC Genk te verlaten, belandde in de zomer van 2006 in Luik. Verder liet Boskamp ook de jonge middenvelder Marouane Fellaini naar het eerste elftal doorstromen.
Als vicekampioen van 2006 mocht Standard in de zomer voor het eerst deelnemen aan de UEFA Champions League. De club trof in de derde voorronde het Roemeense Steaua Boekarest. Standard speelde voor eigen volk 2-2 gelijk dankzij twee treffers van Milan Rapaić. In Boekarest verloor Standard ondanks een doelpunt van nieuwkomer Jovanović met 2-1. Bovendien maakten de Rouches ook in de competitie geen indruk. In de vier eerste wedstrijden van het seizoen kon Standard geen enkele keer winnen.
Op 30 augustus 2006 werd Boskamp samen met zijn volledige technische staf ontslagen. Technisch directeur Michel Preud'homme nam vervolgens samen met assistent-trainers Manu Ferrera en Stan Van den Buijs de sportieve leiding over. Hij begon zijn tweede periode als hoofdcoach van Standard met drie competitiezeges op rij. Nadien volgde echter een nieuwe domper. Standard werd in september in de eerste ronde van de UEFA Cup uitgeschakeld door Celta de Vigo. De Rouches verloren zowel de heen- als terugwedstrijd en wisten geen enkele keer te scoren tegen de Spaanse club.
In eigen land zette Standard zijn opmars verder. Onder leiding van Preud'homme speelde de Luikse club in de heenronde gelijk tegen zowel Anderlecht (0-0) als Club Brugge (4-4). Standard sloot de heenronde af op de vijfde plaats, met tien punten achterstand op leider KRC Genk. Tijdens de winterstop trok de club vier Brazilianen aan, waaronder de verdedigers Dante en Marcos Camozzato. De in de zomer van KSC Lokeren overgenomen Hakim Bouchouari mocht dan weer naar Brussels FC vertrekken. Oguchi Onyewu werd voor een half jaar aan Newcastle United uitgeleend.
Standard wipte na de winterstop meteen naar de derde plaats dankzij het gelijkspel tussen concurrenten AA Gent en Club Brugge. In de daaropvolgende weken werd het een nek-aan-nekrace tussen Gent en Standard om de derde plaats. Hoewel Gent op Sclessin met 0-1 ging winnen, was het Standard dat uiteindelijk beslag legde op het laatste Europese ticket.
In de beker moest Standard het in de drie eerste rondes opnemen tegen clubs uit de Tweede Klasse. De Rouches wonnen makkelijk van KAS Eupen (6-1), Vigor Wuitens Hamme (5-0) en Antwerp FC (0-1, 4-0). In de halve finale volgde met rivaal Anderlecht de eerste grote test. Standard ging in het Astridpark met 0-1 winnen dankzij een doelpunt van Jovanović. In de terugwedstrijd won het elftal van Preud'homme met 2-1 dankzij goals van Axel Witsel en opnieuw Jovanović. Door de twee zeges mocht Standard het in de finale opnemen tegen Club Brugge. Twee weken voor de finale had Standard in de competitie met 1-0 gewonnen van de West-Vlamingen dankzij een doelpunt van Igor de Camargo. In de bekerfinale waren de rollen omgekeerd. Club Brugge redde zijn seizoen door in het Koning Boudewijnstadion met 1-0 te winnen via een vroege treffer van Manasseh Ishiaku.

## Selectie
| Nr.           | Naam              | Nationaliteit     | Geboortedatum | Vorige club                   |
| ------------- | ----------------- | ----------------- | ------------- | ----------------------------- |
| Keepers       |                   |                   |               |                               |
| 1             | Andrés Espinoza   | Ecuador           | 28-06-1982    | 2005-2006 El Nacional         |
| 16            | Olivier Renard    | België            | 24-05-1979    | 2005 Napoli                   |
| 18            | Jérémy De Vriendt | België            | 22-03-1986    | /                             |
| Verdedigers   |                   |                   |               |                               |
| 2             | Eric Deflandre    | België            | 02-08-1973    | 2000-2004 Olympique Lyon      |
| 3             | Nuno André Coelho | Portugal          | 07-01-1986    | 2006 FC Maia                  |
| 4             | Rodrigo Costa     | Brazilië          | 30-07-1975    | 2002-2006 TSV 1860 München    |
| 4             | Dante             | Brazilië          | 18-10-1983    | 2005-2006 Sporting Charleroi  |
| 5             | Oguchi Onyewu     | Verenigde Staten  | 13-05-1982    | 2003-2004 La Louvière         |
| 6             | Frédéric Dupré    | België            | 12-05-1979    | 2002-2006 Zulte Waregem       |
| 14            | Mustapha Oussalah | Marokko           | 19-02-1982    | 2005-2006 Excelsior Moeskroen |
| 17            | Marcos Camozzato  | Brazilië          | 17-06-1983    | 2005-2006 Internacional       |
| 19            | Mohamed Sarr      | Senegal           | 23-12-1983    | 2004-2005 FC Vittoria         |
| 20            | Rogério Matias    | Portugal          | 22-10-1974    | 2002-2006 Vitória SC          |
| 21            | Miguel Areias     | Portugal          | 02-06-1977    | 2005-2006 Boavista            |
| 21            | Felipe Soares     | Brazilië          | 22-07-1985    | 2005-2006 Internacional       |
| 24            | Mladen Pelaić     | Kroatië           | 20-08-1983    | 2004-2006 NK Zagreb           |
| 24            | Thomas Phibel     | Frankrijk         | 31-05-1986    | 2006 Excelsior Virton         |
| 26            | Fred              | Brazilië          | 15-01-1986    | 2004-2006 Internacional       |
| Middenvelders |                   |                   |               |                               |
| 7             | Sérgio Conceição  | Portugal          | 15-11-1974    | 2004 FC Porto                 |
| 8             | Steven Defour     | België            | 15-04-1988    | 2004-2006 KRC Genk            |
| 9             | Milan Rapaić      | Kroatië           | 16-08-1973    | 2003-2004 Ancona              |
| 15            | Junior            | België            | 01-06-1982    | 2005-2006 Stoke City          |
| 22            | Karel Geraerts    | België            | 17-06-1980    | 2004 KSC Lokeren              |
| 27            | Marouane Fellaini | België            | 22-11-1987    | /                             |
| 28            | Axel Witsel       | België            | 12-01-1989    | /                             |
| 30            | Siramana Dembélé  | Frankrijk         | 27-01-1977    | 2005 Vitória FC               |
| Aanvallers    |                   |                   |               |                               |
| 9             | Hakim Bouchouari  | België            | 25-09-1978    | 2005-2006 KSC Lokeren         |
| 10            | Igor de Camargo   | Brazilië / België | 12-05-1983    | 2005 Brussels FC              |
| 23            | Milan Jovanović   | Servië            | 18-04-1981    | 2004-2006 Lokomotiv Moskou    |
| 25            | Ali Lukunku       | Congo-Kinshasa    | 14-04-1976    | 2004-2006 AA Gent             |
| 29            | Serhiy Kovalenko  | Oekraïne          | 10-05-1984    | 2004 AS Lodigiani             |
| 76            | Ricardo Sá Pinto  | Portugal          | 10-10-1972    | 2000-2006 Sporting Lissabon   |

### Technische staf
| Functie         | Naam               | Nationaliteit | Opmerking                      |
| --------------- | ------------------ | ------------- | ------------------------------ |
| Coach           | Michel Preud'homme | België        | Vanaf 30 augustus 2006.        |
| Assistent-coach | Manu Ferrera       | België        | Vanaf 30 augustus 2006.        |
| Assistent-coach | Stan Van den Buijs | België        | Vanaf 30 augustus 2006.        |
| Keeperstrainer  | Jorge Veloso       | Portugal      | Vanaf 30 augustus 2006.        |
| Physical coach  | Guy Namurois       | België        | Vanaf 30 augustus 2006.        |
| Coach           | Johan Boskamp      | Nederland     | Ontslagen op 30 augustus 2006. |
| Assistent-coach | Michel Renquin     | België        | Ontslagen op 30 augustus 2006. |
| Keeperstrainer  | Claude Dardenne    | België        | Ontslagen op 30 augustus 2006. |
| Physical coach  | Michael Brouwers   | België        | Ontslagen op 30 augustus 2006. |
| Scouting        | Frans Masson       | België        | Ontslagen op 30 augustus 2006. |

## Uitrustingen
Shirtsponsor(s): VOO

Sportmerk: Umbro
| Thuis | Uit | Alternatief | Beker |

## Transfers

### Zomer

#### Inkomend
- Hakim Bouchouari (KSC Lokeren)
- Steven Defour (KRC Genk) (contract verbroken)
- Frédéric Dupré (Zulte Waregem)
- Junior (RSC Anderlecht)
- Andrés Espinoza (El Nacional)
- Milan Jovanović (Lokomotiv Moskou)
- Ali Lukunku (AA Gent)
- Mustapha Oussalah (Excelsior Moeskroen)
- Mladen Pelaić (NK Zagreb)
- Rodrigo Costa (TSV 1860 München)
- Rogério Matias (Vitória SC)
- Ricardo Sá Pinto (Sporting Lissabon)
- Nuno André Coelho (FC Porto) (huur)
- Miguel Areias (FC Porto) (huur)

#### Uitgaand
- Philippe Léonard (Feyenoord)
- Cédric Roussel (Zulte Waregem)
- Lovre Vulin (Carl Zeiss Jena)
- Vedran Runje (Beşiktaş)
- Christian Negouai (Aalesunds FK)
- Carlinhos (FC Aarau)
- Michel (Atlético Paranaense)
- Wamberto (RAEC Mons)
- Mohamed Tchité (RSC Anderlecht)
- Almani Moreira (Dinamo Moskou)
- Karim Faye (CS Visé) (huur)
- Jonathan Walasiak (FC Metz) (huur)
- Marius Niculae (einde contract)
- Jorge Costa (einde carrière)

### Winter

#### Inkomend
- Dante (Sporting Charleroi)
- Marcos Camozzato (Internacional)
- Felipe Soares (Internacional)
- Fred (Internacional)
- Thomas Phibel (Excelsior Virton)

### Uitgaand
- Serhiy Kovalenko (KSC Lokeren)
- Mladen Pelaić (Hajduk Split)
- Rodrigo Costa (Cerro Porteño)
- Hakim Bouchouari (FC Brussels) (huur)
- Oguchi Onyewu (Newcastle United) (huur)
- Miguel Areias (FC Porto) (einde huur)

## Eerste Klasse

### Klassement
|         |    |                                  | P  | W  | G  | V  | +  | -  | DS  | Ptn |
| ------- | -- | -------------------------------- | -- | -- | -- | -- | -- | -- | --- | --- |
| K (CL)  | 1  | RSC Anderlecht                   | 34 | 23 | 8  | 3  | 75 | 30 | 45  | 77  |
| (CL)    | 2  | KRC Genk                         | 34 | 22 | 6  | 6  | 71 | 37 | 34  | 72  |
| (UEFA)  | 3  | R. Standard de Liège             | 34 | 19 | 7  | 8  | 62 | 38 | 24  | 64  |
|         | 4  | KAA Gent                         | 34 | 18 | 6  | 10 | 56 | 40 | 16  | 60  |
|         | 5  | R. Sporting du Pays de Charleroi | 34 | 17 | 9  | 8  | 51 | 40 | 11  | 60  |
| (beker) | 6  | Club Brugge KV                   | 34 | 14 | 9  | 11 | 58 | 40 | 18  | 51  |
|         | 7  | Germinal Beerschot               | 34 | 14 | 9  | 11 | 52 | 46 | 6   | 51  |
|         | 8  | KVC Westerlo                     | 34 | 12 | 10 | 12 | 41 | 44 | −3  | 46  |
|         | 9  | RAEC Mons                        | 34 | 12 | 8  | 14 | 41 | 41 | 0   | 44  |
|         | 10 | R. Excelsior Mouscron            | 34 | 10 | 12 | 12 | 51 | 55 | −4  | 42  |
|         | 11 | KSV Roeselare                    | 34 | 10 | 9  | 15 | 50 | 72 | −22 | 39  |
|         | 12 | Cercle Brugge KSV                | 34 | 10 | 8  | 16 | 31 | 36 | −5  | 38  |
|         | 13 | FC Brussels                      | 34 | 8  | 14 | 12 | 39 | 50 | −11 | 38  |
|         | 14 | SV Zulte Waregem                 | 34 | 9  | 10 | 15 | 40 | 54 | −14 | 37  |
|         | 15 | K. Sint-Truidense VV             | 34 | 9  | 8  | 17 | 39 | 52 | −13 | 35  |
|         | 16 | KSC Lokeren Oost-Vlaanderen      | 34 | 5  | 15 | 14 | 32 | 48 | −16 | 30  |
| E       | 17 | K. Lierse SK                     | 34 | 6  | 8  | 20 | 33 | 66 | −33 | 26  |
| D       | 18 | KSK Beveren                      | 34 | 5  | 10 | 19 | 31 | 64 | −33 | 25  |

P: wedstrijden gespeeld, W: wedstrijden gewonnen, G: gelijke spelen, V: wedstrijden verloren, +: gescoorde doelpunten, -: doelpunten tegen, DS: doelsaldo, Ptn: totaal punten
K: kampioen, D: degradeert, (beker): bekerwinnaar, (CL): geplaatst voor Champions League, (UEFA): geplaatst voor UEFA-beker

## Beker van België

### Finale
|                                           |             |         |                   |                                                                                       |
| 26 mei 2007 20:45 Finale Beker van België | Club Brugge | 1 – 0   | Standard de Liège | Koning Boudewijnstadion, Brussel Toeschouwers: 45.380 Scheidsrechter: Peter Vervecken |
| 26 mei 2007 20:45 Finale Beker van België | Ishiaku 17' | Verslag |                   | Koning Boudewijnstadion, Brussel Toeschouwers: 45.380 Scheidsrechter: Peter Vervecken |

| Club Brugge | Standard |

| Club Brugge:     |    |                       |            |
|                  |    |                       |            |
| GK               | 1  | Stijn Stijnen         | Kreeg geel |
| RB               | 24 | Brian Priske          |            |
| CB               | 26 | Birger Maertens       |            |
| CB               | 4  | Joos Valgaeren        |            |
| LB               | 5  | Michael Klukowski     |            |
| RM               | 8  | Gaëtan Englebert      |            |
| CM               | 6  | Philippe Clement      |            |
| CM               | 11 | Jonathan Blondel      | Kreeg geel |
| LM               | 18 | Ivan Leko             |            |
| CF               | 9  | Manasseh Ishiaku      | 84'        |
| CF               | 10 | Boško Balaban         | 89'        |
| Wisselspelers:   |    |                       |            |
| GK               | 13 | Glenn Verbauwhede     |            |
| DF               | 17 | Ivan Gvozdenović      |            |
| MF               | 21 | Jorn Vermeulen        | 89'        |
| FW               | 34 | Jeanvion Yulu-Matondo | 84'        |
| Coach:           |    |                       |            |
| Čedomir Janevski |    |                       |            |

| Standard de Liège: |    |                   |            |
|                    |    |                   |            |
| GK                 | 16 | Olivier Renard    |            |
| RB                 | 2  | Eric Deflandre    | 74'        |
| CB                 | 19 | Mohamed Sarr      |            |
| CB                 | 4  | Dante             | Kreeg geel |
| LB                 | 14 | Mustapha Oussalah | 46'        |
| RM                 | 7  | Sérgio Conceição  |            |
| CM                 | 8  | Steven Defour     | Kreeg geel |
| CM                 | 27 | Marouane Fellaini | Kreeg geel |
| LM                 | 28 | Axel Witsel       |            |
| RF                 | 10 | Igor De Camargo   |            |
| LF                 | 23 | Milan Jovanović   |            |
| Wisselspelers:     |    |                   |            |
| FW                 | 25 | Ali Lukunku       | 74'        |
| DF                 | 6  | Frédéric Dupré    | 46'        |
| Coach:             |    |                   |            |
| Michel Preud'homme |    |                   |            |

## Afbeeldingen

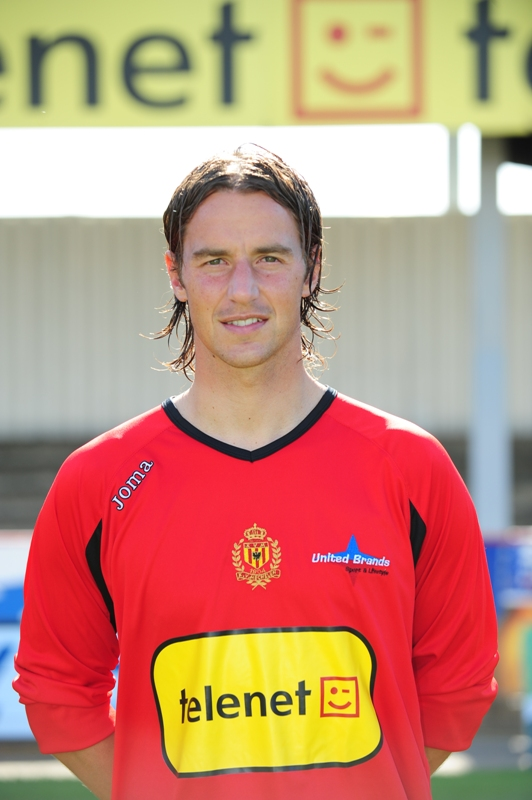
Olivier Renard (verdediger)
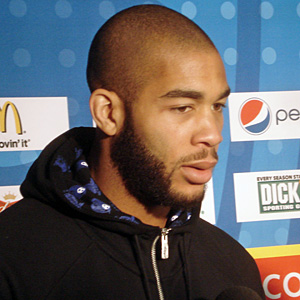
Oguchi Onyewu (verdediger)
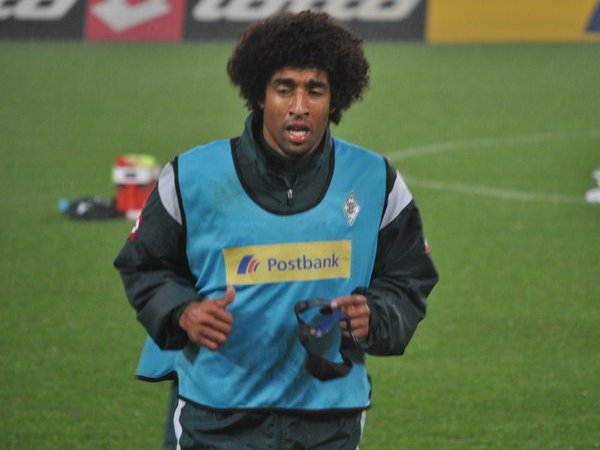
Dante (verdediger)
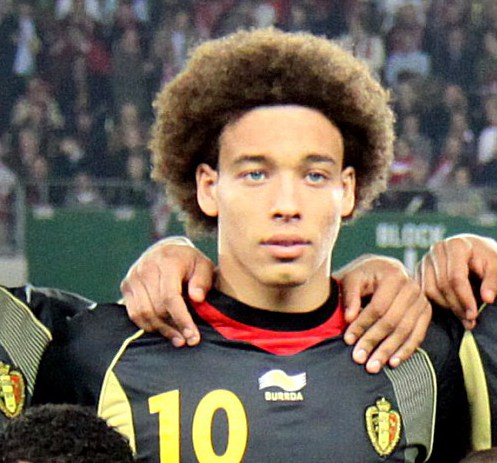
Axel Witsel (middenvelder)
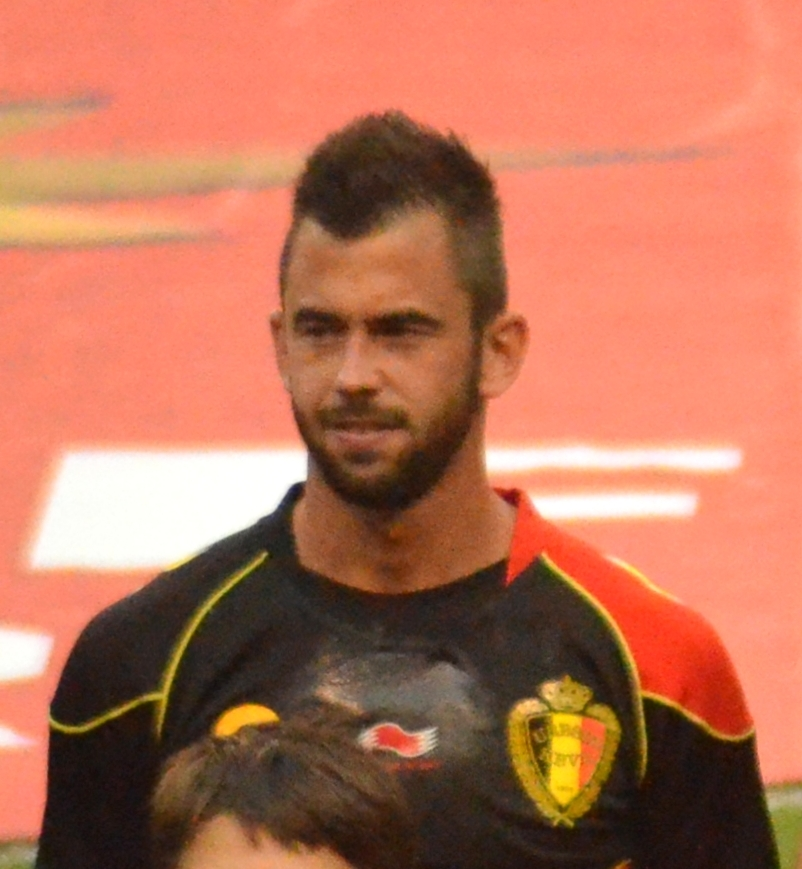
Steven Defour (middenvelder)
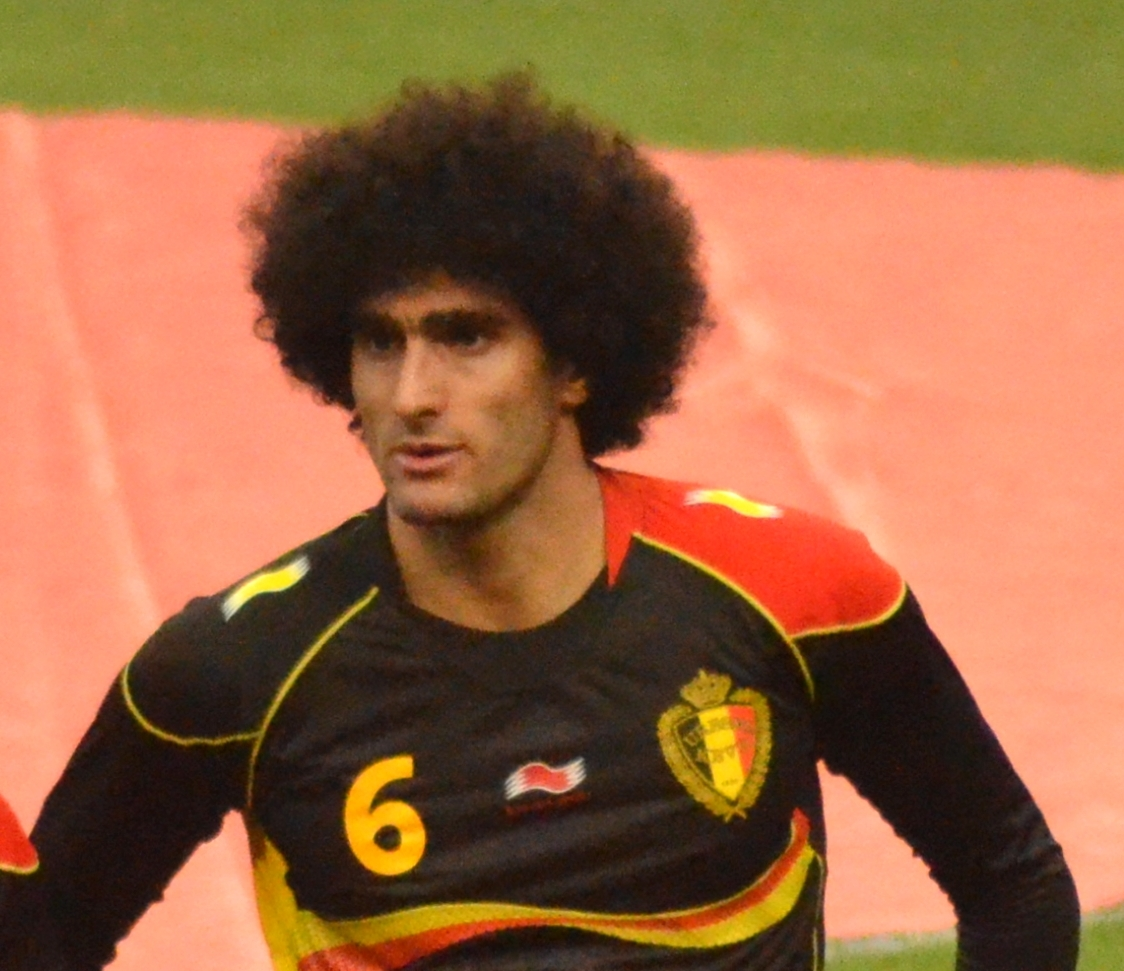
Marouane Fellaini (middenvelder)
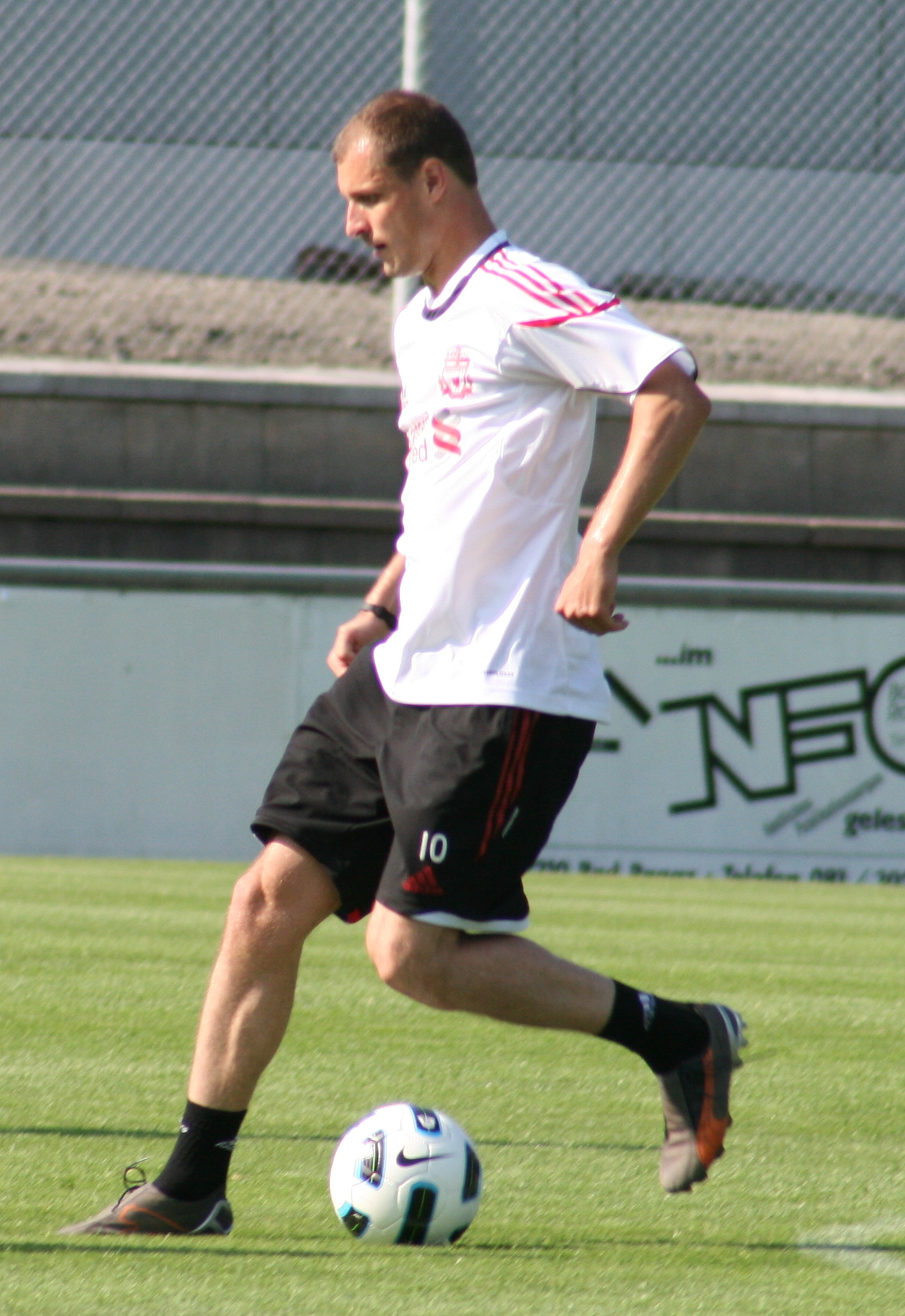
Milan Jovanović (aanvaller)
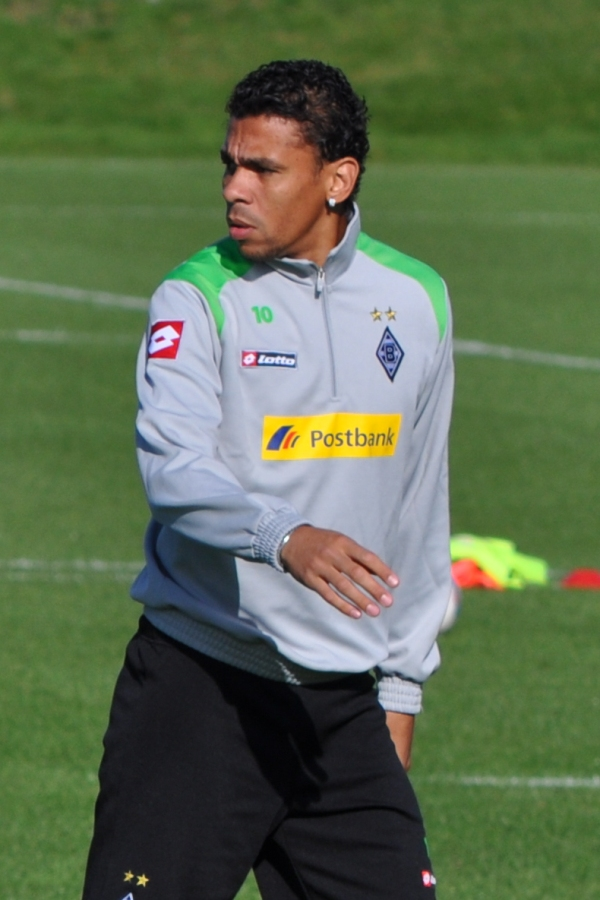
Igor de Camargo (aanvaller)